# 파리 조약 (1856년)

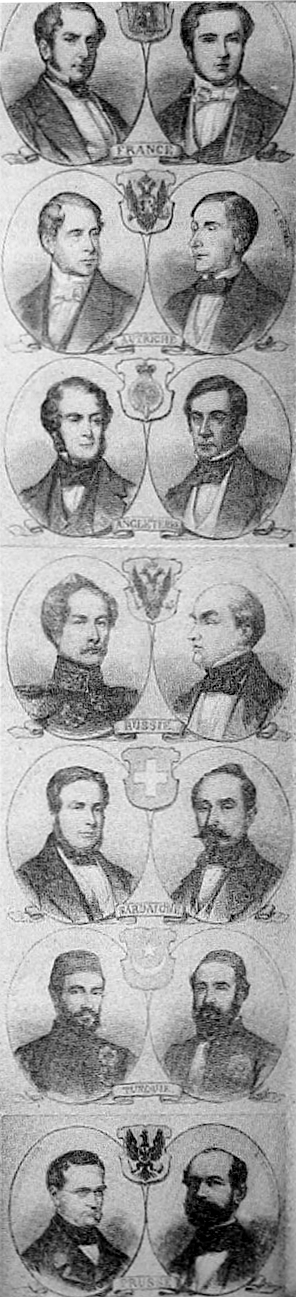
파리 조약 회의 참가자들

파리 조약은 1856년 크림 전쟁의 후속 조처물로 이뤄진 조약으로서 러시아 제국, 오스만 제국, 사르데냐 왕국, 프랑스, 영국이 체결한 조약이다. 1856년 3월 30일에 체결되었으며 조약을 통해 흑해 일대의 영역이 중립지역으로 선포되었고 모든 군 관련 함선의 항해가 중지되었다. 군무장이 불가하게 되면서 인근의 투르크 영토가 중립국으로서의 지위를 상당 부분 얻게 됨과 동시에 러시아는 크림 반도에서의 영향력을 잃게 된다.
현재 루마니아의 영토인 몰다비아와 왈라키아 지방은 오스만 제국에 복속되어 있었으나 독립 헌법을 제정하고 국회를 여는 등의 자치권 인정을 원해왔다. 파리 조약을 근거로 몰다비아 지역의 사람들이 지역 통합을 누리게 되었으며 남쪽 베사라비아를 양도받게 된다. 뿐만 아니라 러시아 출신의 핀란드 공작의 소유였던 발트해 올란드 제도에서의 무장이 금지되었다. 이는 영국과 프랑스의 치밀한 계산에서 나온 것으로 섬 일대가 러시아의 군기지로 사용되는데 반발하여 정해진 조항이었다.
파리 조약, 즉 파리에서 공표된 평화란 러시아의 실패를 상징하는 것이었다.
- 러시아는 도나우강의 하구 일대에 소유하던 자국 영토를 포기한다.
- 오스만 제국에 기독교를 보호하려던 러시아의 강제 요청을 철회한다.
- 러시아는 세르비아를 비롯한 루마니아 일대 지방에 더이상의 간섭을 하지 않는다.
- 조약체결 이후 러시아의 헌법 조항 개정을 요구한다.

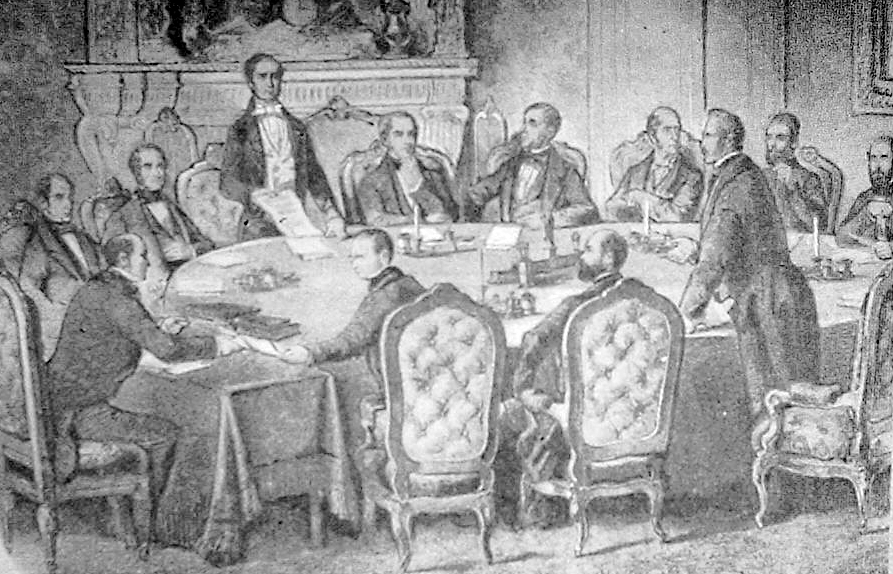
논쟁 중인 모습